# 愚园路1107号
愚园路1107号位于中華人民共和國上海市长宁区愚园路1107号，原为上海长征制药厂厂房，由三益建筑加入设计并改建成6个新建筑，共4762平方米建筑面积。现为创邑公司总部和三益中国所用。门口草坪380多平方米在改造前为停车场，改造后草坪在2015年上举办了上海城市公共空间艺术季，也在2019年用作钢琴音乐节表演场地。